# Kozasmoje
Kozasmoje (nemško Kosasmojach) je naselje v Občini Žrelec v Okraju Celovec-dežela na Koroškem v Avstriji.